# Kropfer
Der Kropfer (Coregonus alpinus), auch als Kröpfli oder Kropflein bezeichnet, ist ein Süßwasserfisch aus der Gattung Coregonus. Er ist im Thunersee in der Schweiz endemisch.

## Merkmale
Der Kropfer erreicht eine Standardlänge von ungefähr 250 mm. Die Länge der Brustflossen beträgt 17 bis 23 Prozent der Standardlänge bei Exemplaren mit über 200 mm Standardlänge. Der Augendurchmesser beträgt 20 bis 24 Prozent der Kopflänge. Es gibt 13 bis 28 Kiemenreusendornen. Die Flossen sind schwarz gesäumt.

## Lebensraum und Lebensweise
Seine Lebensweise ist lakustrin. Er bewohnt den Tiefwasserbereich des Thunersees. Die Laichzeit ist von August von Dezember. Die Eier werden vornehmlich in der Nähe von Deltas in einer Tiefe von 40 bis 150 m abgelegt. Seine Nahrung besteht aus Wirbellosen, insbesondere Zuckmücken.

## Systematik und Status
Der Kropfer wurde 1885 als Unterart Coregonus schinzii alpinus beschrieben. 1997 wurde er von Maurice Kottelat in den Artstatus erhoben. Die IUCN klassifiziert ihn als „nicht gefährdet“ (least concern).